# Boris Pavlov
Boris Andreevič Pavlov (in russo Борис Андреевич Павлов?; Navoloki, 21 marzo 1947 – Furmanov, 22 maggio 2004) è stato un sollevatore sovietico campione mondiale ed europeo che gareggiò nella categoria dei pesi massimi leggeri (fino a 82,5 kg.).

## Biografia
Nel 1971 Pavlov venne convocato ai Campionati mondiali di Lima, dove riuscì ad imporsi con 495 kg. nel totale di tre prove, battendo il finlandese Kaarlo Kangasniemi (490 kg.), campione olimpico in carica dei pesi medio-massimi, e l'ungherese György Horváth (480 kg.).
L'anno seguente Pavlov vinse la medaglia d'oro ai Campionati europei di Costanza con 512,5 kg. nel totale, candidandosi alla vittoria alle successive Olimpiadi di Monaco di Baviera 1972, dove, però, fallì i tre tentativi di ingresso nella prova di distensione lenta, terminando pertanto fuori classifica.
Negli anni successivi, anche a causa della forte concorrenza interna al suo Paese, non venne più convocato nella squadra nazionale sovietica per i principali eventi internazionali.
Nel corso della sua carriera stabilì 6 record mondiali, di cui 3 nella prova di slancio e 3 nel totale di tre prove.
Morì a Furmanov, Oblast' di Ivanovo, il 22 maggio 2004.